# Kurfürst-Balduin-Realschule plus
Kurfürst-Balduin-Realschule plus ist der Name mehrerer nach Balduin von Luxemburg benannter  Realschulen plus.

## Liste
- Kurfürst-Balduin-Realschule plus (Kaisersesch)
- Kurfürst-Balduin-Realschule plus (Trier)
- Kurfürst-Balduin-Realschule plus (Wittlich)